# Сухой букет

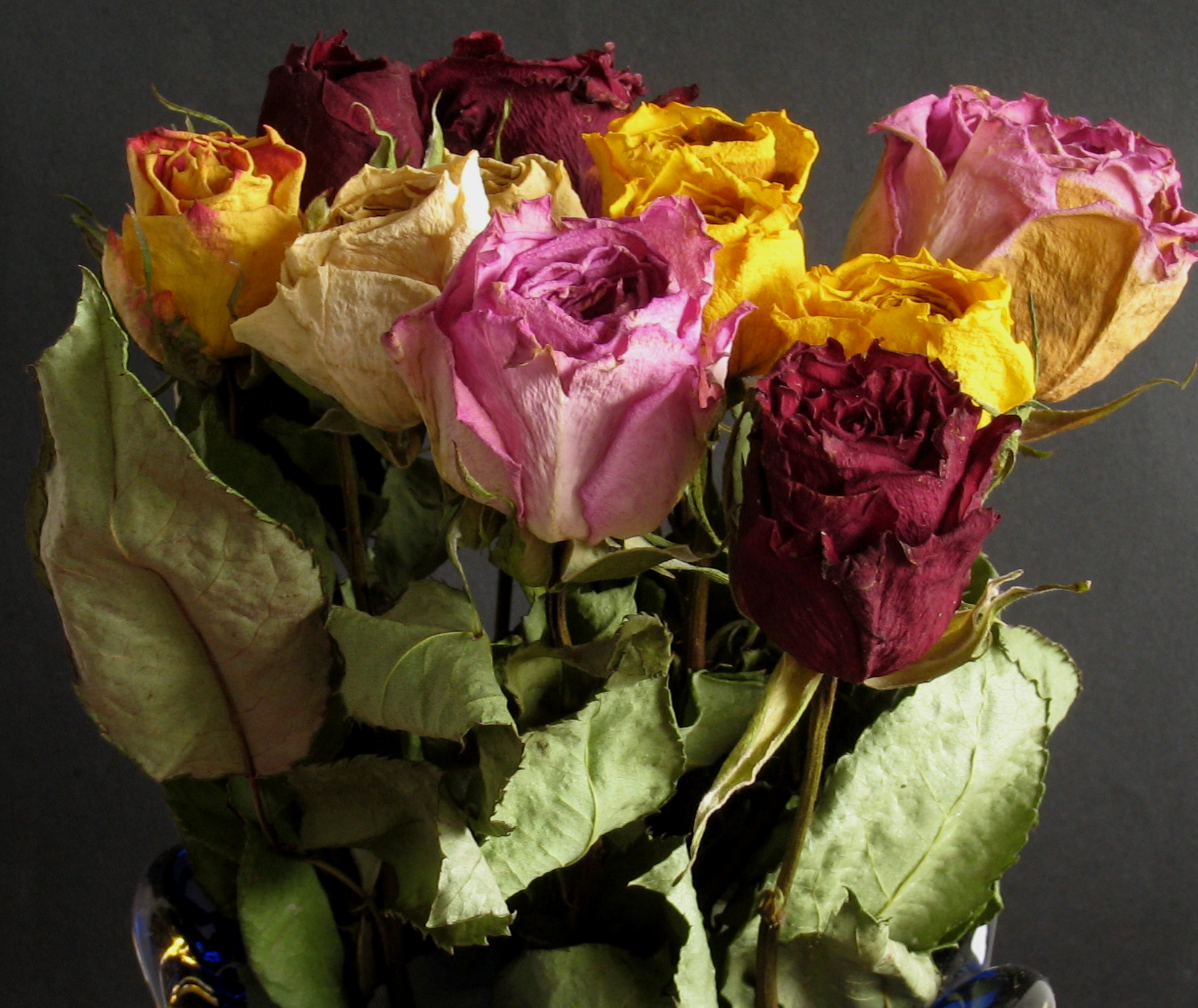
Композиция из высушенных роз

Сухой букет, или Сухоцветный букет, или Зимний букет, — флористическая композиция, составленная из сухих (высушенных) частей растений. Наиболее часто для таких композиций используют высушенные соцветия, но иногда в состав сухих букетов входят и другие части — например, плоды, сухие ветви, листья.

## Техника составления, использование

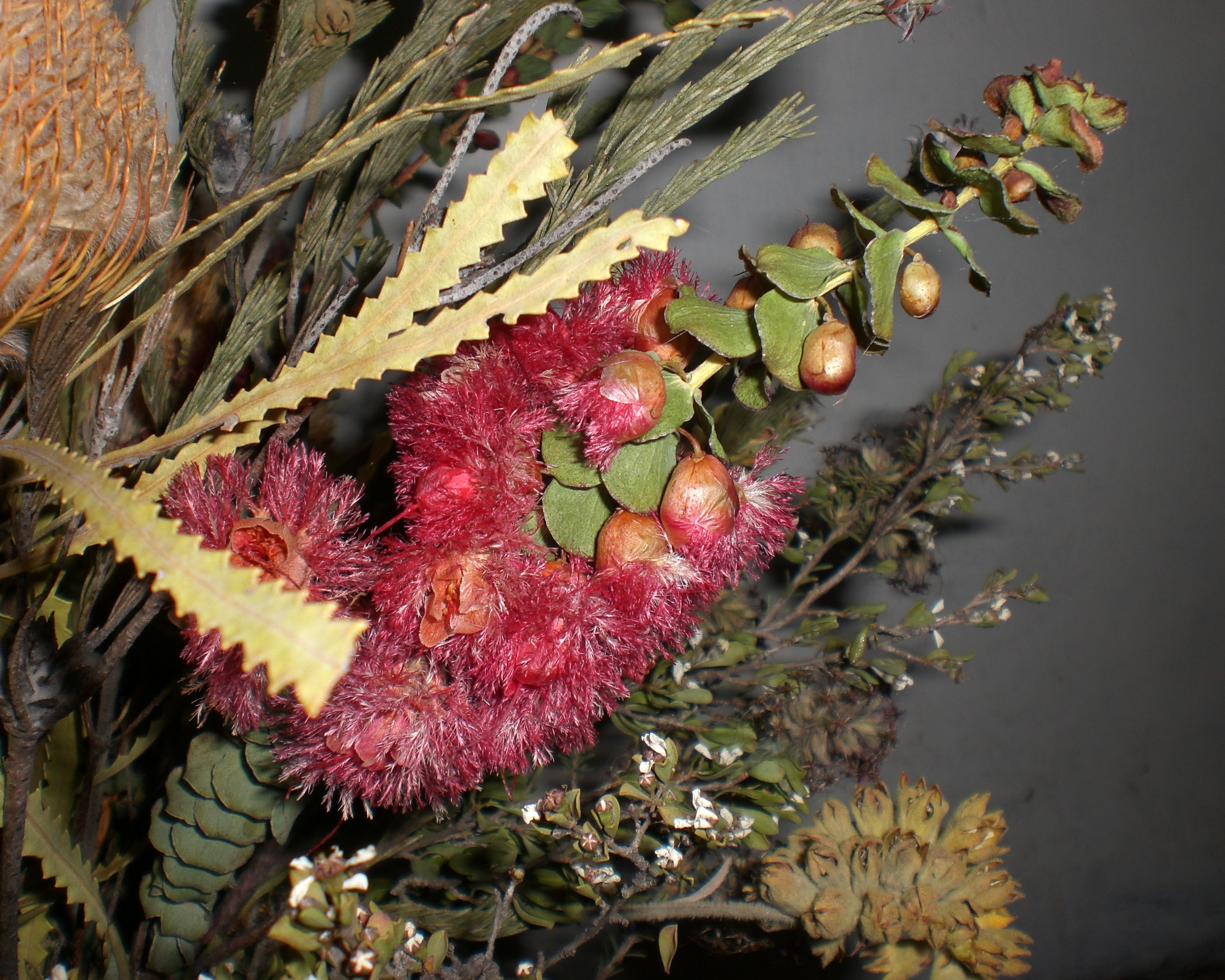
Композиция из высушенной Вертикордия крупная|вертикордии крупной (Verticordia grandis)

Прямые элементы при составлении сухих букетов помещают в центр композиции, поникающие — вокруг них.
Сухие растения и аранжировочный материал в сухих букетах укрепляют в уложенном на дне вазы пластилине или другом подобном пластичном материале; иногда используют смятую и уложенную мягкую проволоку, сырой песок, мох. Компоненты композиций, создаваемых не в ёмкостях, а на плоскости, могут закрепляться путём придавливания их камнями или кусками стекла.
Сухие букеты рекомендуется применять для декорирования гостиной. В этом случае обычно используют композиции, размещённые в плоских вазах либо тарелках, находящихся на невысоких столиках. Для оформления же спален сухие букеты использовать не рекомендуется.
Некоторые высушенные части растений перед использованием в сухих букетах подвергают окрашиванию. Так, к примеру, часто поступают с соцветиями лисохвоста.

## Сухоцветы

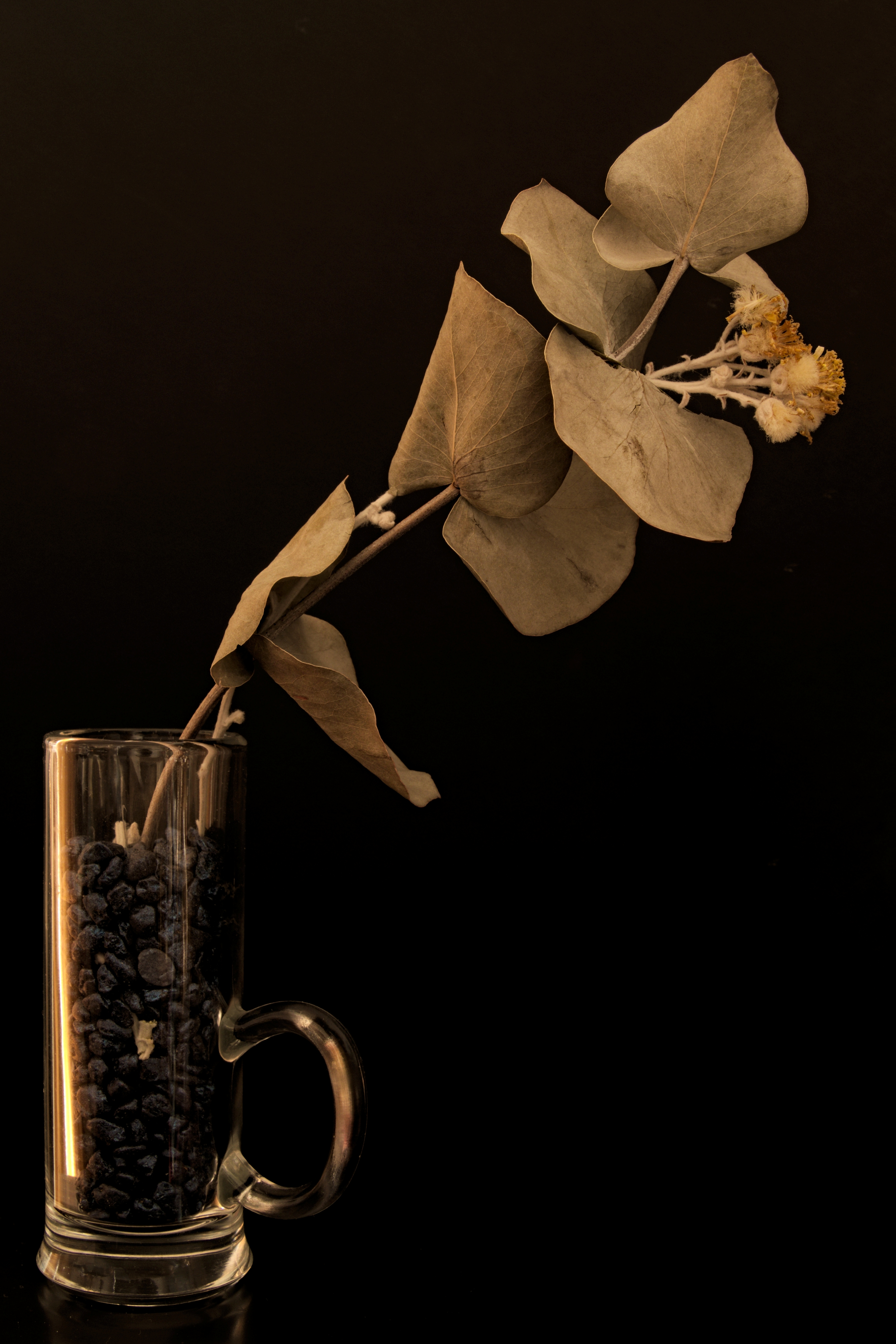
Композиция из высушенных частей растений: молодого побега (Eucalyptus sp.) и побега с соцветиями Крестовник пепельный|крестовника пепельного (Jacobaea maritima)

Виды растений, высушенные части которых в течение длительного времени сохраняют декоративность, называют сухоцветами, или бессмертниками, или иммортелями. Сухоцветы отличаются хорошим прикреплением соцветий (плодов) к цветоножкам (плодоножкам), а также тем, что их окраска не меняется со временем.
Значительное число растений, используемых при составлении сухих букетов, относятся к семействам Астровые (Asteraceae), Злаки (Poaceae), Зонтичные (Apiaceae) и Свинчатковые (Plumbaginaceae).
Некоторые растения, относимые к сухоцветам:
- Аммобиум крылатый (Ammobium alatum) из семейства Астровые[4].
- Вейник наземный (Calamagrostis epigeios) из семейства Злаки[4].
- Некоторые виды рода Кермек (Limonium) семейства Свинчатковые, в том числе Кермек выемчатый (Limonium sinuatum), который ценится за свои невыцветающие синеватые (сине-фиолетовые) колесовидные чашечки[5], и Кермек Переса (Limonium perezii) c более крупными по сравнению с первым видом соцветиями различной окраски[4].
- Rhodanthe chlorocephala subsp. rosea — Роданта зеленоголовчатая подвид розовая [syn. Acroclinium roseum (Акроклиниум розовый)] и другие культивируемые виды австралийского рода Роданта семейства Астровые[6]. Указанный вид примечателен прицветными листьями различной окраски (от прозрачно-белых и нежно-розовых до малиново-красных), а также корзинками с трубчатыми цветками, в которых сочетаются коричнево-чёрная и жёлтая окраска[4].
- Многие виды рода Трясунка (Briza) семейства Злаки — Трясунка средняя (Briza media)[4], Трясунка большая (Briza maxima), Трясунка малая (Briza minor). Отличаются декоративными широкораскидистыми соцветиями-метёлками, несущими сжатые по боками частные соцветия — колоски, поникающие на тонких веточках[7].
- Цмин прицветниковый (Helichrysum bracteatum) из семейства Астровые[4].

## Комментарии
1. 1 2  Не следует пустать термины «сухоцвет» и «бессмертник» с аналогичными русскими названиями родов растений Xeranthemum и Helichrysum (оба — из семейства Астровые).